# Robert Stouthuysen
Robert Franciscus Celeste, baron Stouthuysen, dit Bob Stouthuysen, né le 10 mars 1929 à Diest et mort le 5 juillet 2025, est un administrateur de sociétés belge flamand.

## Biographie
Robert Stouthuysen naît à Diest dans le Brabant (flamand) le 10 mars 1929. Il étudie le droit et l'administration des entreprises.
Il est titulaire de la chaire Triest-Guislain (université d'Anvers).
De 1976 à 1981, il mène le Strategisch Plan Kempen et du Strategisch Plan Limburg.
En 1991, il quitte le poste de directeur général pour prendre la présidence du conseil de Janssen Pharmaceutica. En mai 2004, il annonce son départ de la présidence de Janssen Pharmaceutica après 47 années de services pour le géant pharmaceutique.
La chaire Robert Baron Stouthuysen offre un cours intensif en innovation qui se finit par un séjour de découverte en Inde.
Robert Stouthuysen meurt le 5 juillet 2025 à l'âge de 96 ans.

## Mandats
- Président du CA de Janssen Pharmaceutica[4]
- Président du CA de la Regionale Uitgeversmaatschappij (RUG)
- Président honoraire du VEV[4]
- Président de l’Orchestre Royal Philharmonique de Flandre
- 1991-2009 : Président de l’Openbaar Psychiatrisch Ziekenhuis (nl) à Geel[5]
- Président de l’hôpital universitaire de Louvain[1]
- Président du Centrum 2000 à Turnhout

## Distinctions
- Commandeur de l'ordre de la Couronne
- Chevalier de l'ordre de Léopold
- Commandeur de l'ordre de Saint-Grégoire-le-Grand
- Élevé au rang de baron par SM le roi Albert II de Belgique en 1999.

## Publication
- (nl) Drietalig VIP management lexicon, Anvers, MIM, 1991, 341 p. (ISBN 90-341-0477-X).